# Paraproctis
Paraproctis is een geslacht van vlinders van de familie spinneruilen (Erebidae), uit de onderfamilie Lymantriinae.

## Soorten
- P. calamolopha Collenette, 1936
- P. coulsoni Collenette, 1954
- P. chionopeza Collenette, 1954
- P. osiris Bethune-Baker, 1911